# Liste der Wasserläufe auf der Karpas-Halbinsel
Die Liste der Wasserläufe auf der Karpas-Halbinsel umfasst etwa 110 der über 700, im Sommer häufig trockenfallenden Bäche und kleinen Flussläufe Zyperns.
| Name                         | Koordinate                   |
| ---------------------------- | ---------------------------- |
| Afkolia Tay Yiorki           | 35° 14′ 45″ N, 33° 53′ 30″ O |
| Almyrokolymbos               | 35° 38′ 30″ N, 34° 32′ 15″ O |
| Ammoyia                      | 35° 30′ 15″ N, 34° 13′ 30″ O |
| Angouli                      | 35° 23′ 30″ N, 33° 43′ 15″ O |
| Argaki tis Gournas           | 35° 38′ 45″ N, 34° 25′ 0″ O  |
| Argaki tis Koukkouvayias     | 35° 39′ 0″ N, 34° 26′ 30″ O  |
| Argaki tis Mersinias         | 35° 39′ 0″ N, 34° 27′ 0″ O   |
| Argaki tis Pera Mandras      | 35° 23′ 0″ N, 33° 43′ 15″ O  |
| Argaki tis Phlevas           | 35° 31′ 0″ N, 34° 17′ 0″ O   |
| Argaki tis Trodhkias         | 35° 24′ 45″ N, 33° 47′ 30″ O |
| Argaki tis Yeroeleas         | 35° 23′ 0″ N, 33° 43′ 15″ O  |
| Argaki ton Gastron           | 35° 20′ 45″ N, 33° 56′ 0″ O  |
| Argaki ton Gouppon           | 35° 21′ 0″ N, 33° 54′ 30″ O  |
| Argaki ton Kamaron           | 35° 31′ 30″ N, 34° 20′ 45″ O |
| Argaki ton Katharon          | 35° 19′ 15″ N, 33° 54′ 45″ O |
| Argaki ton Lachon            | 35° 37′ 45″ N, 34° 23′ 15″ O |
| Argaki ton Tenion            | 35° 24′ 45″ N, 33° 48′ 30″ O |
| Argaki ton Villourkon        | 35° 21′ 0″ N, 33° 53′ 0″ O   |
| Argaki tou Ayiou Yeoryiou    | 35° 18′ 15″ N, 33° 48′ 15″ O |
| Argaki tou Karakouna         | 35° 19′ 45″ N, 33° 52′ 0″ O  |
| Argaki tou Kastrou           | 35° 19′ 30″ N, 33° 58′ 30″ O |
| Argaki tou Lourka            | 35° 21′ 0″ N, 33° 53′ 15″ O  |
| Argaki tou Piperoudhia       | 35° 22′ 0″ N, 33° 48′ 15″ O  |
| Argaki tou Pitsivi           | 35° 18′ 15″ N, 33° 48′ 15″ O |
| Argaki tou Plousha           | 35° 20′ 45″ N, 33° 50′ 30″ O |
| Argaki tous Villouraes       | 35° 26′ 15″ N, 33° 56′ 0″ O  |
| Asprokolymbos                | 35° 36′ 45″ N, 34° 21′ 0″ O  |
| Asproyia                     | 35° 26′ 15″ N, 33° 58′ 0″ O  |
| Ayia Potamos (Agia)          | 35° 26′ 30″ N, 34° 10′ 15″ O |
| Ayias                        | 35° 27′ 30″ N, 34° 0′ 30″ O  |
| Ayios Ioannis                | 35° 25′ 15″ N, 33° 52′ 0″ O  |
| Ayios Savvas (Aysava)        | 35° 17′ 30″ N, 33° 52′ 45″ O |
| Ayios Thyrsos                | 35° 32′ 45″ N, 34° 15′ 45″ O |
| Charangas (Haranga)          | 35° 19′ 30″ N, 33° 58′ 45″ O |
| Cholos                       | 35° 20′ 30″ N, 33° 55′ 15″ O |
| Dhamali                      | 35° 31′ 45″ N, 34° 14′ 15″ O |
| Dhiplarkaka                  | 35° 24′ 30″ N, 33° 53′ 0″ O  |
| Eliopotami                   | 35° 24′ 30″ N, 33° 45′ 45″ O |
| Elisis (Cukur Deresi)        | 35° 28′ 30″ N, 34° 16′ 0″ O  |
| Geropotamos (Varli Deresi)   | 35° 18′ 15″ N, 33° 56′ 30″ O |
| Gouppos                      | 35° 26′ 0″ N, 33° 56′ 0″ O   |
| Jinaneris                    | 35° 20′ 30″ N, 33° 56′ 45″ O |
| Joovli Dere                  | 35° 20′ 30″ N, 33° 52′ 0″ O  |
| Kafkos                       | 35° 18′ 15″ N, 33° 49′ 0″ O  |
| Kalamoulis                   | 35° 18′ 15″ N, 33° 51′ 0″ O  |
| Kale Deresi                  | 35° 19′ 30″ N, 33° 58′ 30″ O |
| Kamares                      | 35° 29′ 45″ N, 34° 6′ 0″ O   |
| Kapsalos                     | 35° 19′ 30″ N, 33° 53′ 30″ O |
| Karankas Deresi              | 35° 19′ 30″ N, 33° 58′ 45″ O |
| Kastros (Kastru Deresi)      | 35° 19′ 30″ N, 33° 58′ 30″ O |
| Katsmata                     | 35° 25′ 30″ N, 33° 53′ 15″ O |
| Katsounas                    | 35° 19′ 15″ N, 33° 50′ 30″ O |
| Khalkopotamos                | 35° 24′ 30″ N, 33° 45′ 45″ O |
| Kharangi                     | 35° 30′ 0″ N, 34° 13′ 30″ O  |
| Khristos                     | 35° 37′ 30″ N, 34° 22′ 30″ O |
| Kilanemos                    | 35° 30′ 19″ N, 34° 7′ 35″ O  |
| Kitersi                      | 35° 38′ 0″ N, 34° 23′ 15″ O  |
| Klimata                      | 35° 25′ 0″ N, 33° 51′ 30″ O  |
| Kochines                     | 35° 24′ 30″ N, 33° 50′ 45″ O |
| Koja Yer Dere                | 35° 15′ 45″ N, 33° 35′ 0″ O  |
| Kourtoulas                   | 35° 29′ 0″ N, 34° 3′ 30″ O   |
| Laris                        | 35° 36′ 15″ N, 34° 20′ 45″ O |
| Lillis                       | 35° 23′ 15″ N, 33° 47′ 30″ O |
| Litharkes                    | 35° 35′ 0″ N, 34° 25′ 0″ O   |
| Litharos                     | 35° 34′ 45″ N, 34° 17′ 30″ O |
| Marathini                    | 35° 37′ 45″ N, 34° 22′ 15″ O |
| Mavri Skala                  | 35° 23′ 0″ N, 33° 46′ 30″ O  |
| Mavroyi                      | 35° 28′ 30″ N, 34° 16′ 0″ O  |
| Melionas                     | 35° 28′ 15″ N, 34° 2′ 45″ O  |
| Monastiraki                  | 35° 35′ 30″ N, 34° 19′ 15″ O |
| Morosyko (Morosyg)           | 35° 33′ 0″ N, 34° 23′ 15″ O  |
| Myli                         | 35° 31′ 45″ N, 34° 9′ 0″ O   |
| Nangomi                      | 35° 37′ 45″ N, 34° 29′ 0″ O  |
| Nisha                        | 35° 28′ 0″ N, 34° 14′ 15″ O  |
| Okniaris                     | 35° 20′ 30″ N, 33° 57′ 15″ O |
| Olos                         | 35° 34′ 45″ N, 34° 25′ 0″ O  |
| Paleomylos                   | 35° 22′ 0″ N, 34° 3′ 30″ O   |
| Pastarto                     | 35° 25′ 30″ N, 33° 53′ 0″ O  |
| Pavleti                      | 35° 31′ 52″ N, 34° 9′ 7″ O   |
| Pavlouris                    | 35° 23′ 30″ N, 34° 2′ 0″ O   |
| Pefkos                       | 35° 24′ 0″ N, 33° 51′ 0″ O   |
| Petra                        | 35° 30′ 1″ N, 34° 6′ 58″ O   |
| Phlouje                      | 35° 27′ 45″ N, 34° 1′ 0″ O   |
| Phramenos                    | 35° 24′ 15″ N, 33° 52′ 30″ O |
| Phrangolakkos                | 35° 20′ 0″ N, 33° 58′ 45″ O  |
| Phytefia                     | 35° 24′ 45″ N, 33° 50′ 30″ O |
| Pigadhi                      | 35° 29′ 30″ N, 34° 4′ 30″ O  |
| Potamoudhia                  | 35° 26′ 0″ N, 33° 55′ 0″ O   |
| Ronna                        | 35° 36′ 30″ N, 34° 20′ 30″ O |
| Selena                       | 35° 28′ 0″ N, 34° 14′ 30″ O  |
| Skala                        | 35° 22′ 15″ N, 33° 58′ 45″ O |
| Skalia                       | 35° 24′ 30″ N, 33° 50′ 45″ O |
| Skasmata                     | 35° 28′ 30″ N, 34° 2′ 45″ O  |
| Skonas                       | 35° 37′ 15″ N, 34° 21′ 30″ O |
| Stouppo                      | 35° 25′ 30″ N, 33° 54′ 0″ O  |
| Stylos                       | 35° 38′ 15″ N, 34° 24′ 0″ O  |
| Tenios                       | 35° 25′ 15″ N, 33° 52′ 30″ O |
| Therion                      | 35° 35′ 15″ N, 34° 18′ 45″ O |
| Titsiro Potamos (Derin Dere) | 35° 24′ 45″ N, 34° 7′ 30″ O  |
| Vouno                        | 35° 34′ 0″ N, 34° 15′ 0″ O   |
| Vouppos                      | 35° 29′ 54″ N, 34° 6′ 19″ O  |
| Yerania                      | 35° 32′ 45″ N, 34° 23′ 15″ O |
| Yeropotamos (Yero Deresi)    | 35° 18′ 15″ N, 33° 56′ 30″ O |